# スコット・マッケンナ
スコット・フレイザー・マッケンナ（Scott Fraser McKenna 、1996年11月12日 - ）は、スコットランド・アンガス州キリミュア出身のプロサッカー選手。スーペルスポルトHNL・GNKディナモ・ザグレブ所属。スコットランド代表ポジションはDF。

## 経歴

### クラブ
アバディーンFCのアカデミーで育成され、2016年2月のセント・ジョンストンFC戦でトップチームデビュー。
2020年9月23日、推定移籍金300万ポンドでノッティンガム・フォレストFCに移籍
2024年1月30日、FCコペンハーゲンにローン移籍。
2024年8月8日、UDラス・パルマスに移籍した。
2025年7月16日、GNKディナモ・ザグレブに自由移籍で加入し複数年契約を結んだ。

### 代表
各年代でスコットランド代表に選出されている。U-19代表チームではゲームキャプテンを務めたこともある。
2018年3月23日、コスタリカ代表とのフレンドリーマッチでフル代表初出場。6月2日のメキシコ代表戦ではゲームキャプテンを務めた。
UEFA EURO 2024に選出

## 人物
元スコットランド代表サッカー選手のアラン・ギルツェーンは遠戚（母方の祖母のいとこ）。

## タイトル

### 個人
- スコティッシュ・プレミアシップ年間ベストイレブン: 2017-18